# Superkupa Shqiptar
La Supercoppa albanese di calcio si disputa in Albania dal 1989.
Si gioca una sola partita nello stadio nazionale di Tirana tra i vincitori del campionato e la Coppa nazionale, e generalmente è la gara di apertura di ogni stagione.

## Storia
Fino al 2000 si giocò nel mese di gennaio, in seguito le date sono variabili, ma sempre per fine agosto o inizio di settembre. Soltanto in due occasioni la Supercoppa non venne assegnata (nel 1996 e 1999) mentre in altre tre occasioni la gara non si disputò (nel 1993, 1995 e 1997).
Tra il 1989 e il 2011 si sono giocate 18 finali (tre terminate con i tiri dal dischetto e una nei tempi supplementari).

## Albo d'oro
| Edizione | Campione d'Albania    | Risultato               | Qualificato dalla Kupa e Shqipërisë | Data              |
| -------- | --------------------- | ----------------------- | ----------------------------------- | ----------------- |
| 1989     | Dinamo Tirana (1)     | 2 - 0                   | 17 Nëntori Tirana                   | 11 gennaio 1990   |
| 1990     | Flamurtari Valona (1) | 3 - 3 (dts) 8 - 7 (dtr) | Dinamo Tirana                       | 11 gennaio 1991   |
| 1991     | Flamurtari Valona (2) | 1 - 0                   | Partizani Tirana                    | 11 gennaio 1992   |
| 1992     | Elbasani (1)          | 3 - 2 (dts)             | Vllaznia                            | 10 gennaio 1993   |
| 1993     |                       |                         |                                     |                   |
| 1994     | Tirana                | 1-0                     | Teuta                               | 8 gennaio 1995    |
| 1995     |                       |                         |                                     |                   |
| 1996     |                       |                         |                                     |                   |
| 1997     |                       |                         |                                     |                   |
| 1998     | Vllaznia              | 1-1 (dts) 5-4 (dtr)     | Apolonia Fier                       | 9 gennaio 1999    |
| 1999     |                       |                         |                                     |                   |
| 2000     | Tirana                | 1-0                     | Teuta                               | 13 gennaio 2001   |
| 2001     | Vllaznia              | 2-1                     | Tirana                              | 15 settembre 2001 |
| 2002     | Tirana                | 6-0                     | Dinamo Tirana                       | 14 settembre 2002 |
| 2003     | Tirana                | 3-0                     | Dinamo Tirana                       | 16 agosto 2003    |
| 2004     | Partizani Tirana      | 2-0                     | Tirana                              | 17 agosto 2004    |
| 2005     | Tirana                | 0-0 (dts) 5-4 (dtr)     | Teuta                               | 21 agosto 2005    |
| 2006     | Tirana                | 2-0                     | Elbasani                            | 19 agosto 2006    |
| 2007     | Tirana                | 4-2                     | Besa Kavajë                         | 20 agosto 2007    |
| 2008     | Dinamo Tirana         | 2-0                     | Vllaznia                            | 17 agosto 2008    |
| 2009     | Tirana                | 1-0                     | Flamurtari Valona                   | 16 agosto 2009    |
| 2010     | Besa Kavajë           | 3-1                     | Dinamo Tirana                       | 16 agosto 2010    |
| 2011     | Skënderbeu            | 0-1                     | Tirana                              | 18 agosto 2011    |
| 2012     | Skënderbeu            | 1-2                     | Tirana                              | 19 agosto 2012    |
| 2013     | Skënderbeu            | 1-1 (dts) 5-4 (dtr)     | Laçi                                | 18 agosto 2013    |
| 2014     | Skënderbeu            | 1-0                     | Flamurtari Valona                   | 17 agosto 2014    |
| 2015     | Laçi                  | 2-2 (dts) 8-7 (dtr)     | Skënderbeu                          | 12 agosto 2015    |
| 2016     | Kukësi                | 3-1                     | Skënderbeu                          | 25 agosto 2016    |
| 2017     | Kukësi                | 0-1                     | Tirana                              | 6 settembre 2017  |
| 2018     | Skënderbeu            | 3-2                     | Laçi                                | 12 agosto 2018    |
| 2019     | Partizani Tirana      | 4-2 (dts)               | Kukësi                              | 18 agosto 2019    |
| 2020     | Tirana                | 1-2                     | Teuta                               | 31 agosto 2020    |
| 2021     | Teuta                 | 3-0                     | Vllaznia                            | 28 agosto 2021    |
| 2022     | Tirana                | 3-2                     | Vllaznia                            | 7 dicembre 2022   |
| 2023     | Partizani Tirana      | 1-0                     | Egnatia                             | 20 dicembre 2023  |
| 2024     | Egnatia               | 2-0                     | Kukësi                              | 26 dicembre 2024  |

## Titoli per club
| Club              | Vittorie | Sconfitte | Partecipazioni | Edizioni vinte                                                         | Edizioni perse         |
| ----------------- | -------- | --------- | -------------- | ---------------------------------------------------------------------- | ---------------------- |
| Tirana            | 12       | 4         | 16             | 1994, 2000, 2002, 2003, 2005, 2006, 2007, 2009, 2011, 2012, 2017, 2022 | 1989, 2001, 2004, 2020 |
| Skënderbeu        | 3        | 4         | 7              | 2013, 2014, 2018                                                       | 2011, 2012, 2015, 2016 |
| Partizani Tirana  | 3        | 1         | 4              | 2004, 2019, 2023                                                       | 1991                   |
| Dinamo Tirana     | 2        | 4         | 6              | 1989, 2008                                                             | 1990, 2002, 2003, 2010 |
| Vllaznia          | 2        | 4         | 6              | 1998, 2001                                                             | 1992, 2008, 2021, 2022 |
| Flamurtari Valona | 2        | 2         | 4              | 1990, 1991                                                             | 2009, 2014             |
| Teuta             | 2        | 3         | 5              | 2020, 2021                                                             | 1994, 2000, 2005       |
| Kukësi            | 1        | 3         | 3              | 2016                                                                   | 2017, 2019, 2024       |
| Laçi              | 1        | 2         | 3              | 2015                                                                   | 2013, 2018             |
| Elbasani          | 1        | 1         | 2              | 1992                                                                   | 2006                   |
| Besa Kavajë       | 1        | 1         | 2              | 2010                                                                   | 2007                   |
| Egnatia           | 1        | 1         | 2              | 2024                                                                   | 2023                   |